# 魚介類に含まれる水銀

石炭燃焼や鉄鉱山など、近くの人為的発生源により、水源がメチル水銀で汚染され、魚の体内に吸収される。 また、生物濃縮を通じて、捕食段階が進むにつれて水銀濃度は増加する。

魚介類に含まれる水銀（ぎょかいるいにふくまれるすいぎん、Mercury in fish）は、魚介類を食べる人々、特に妊娠中または妊娠の可能性のある女性、授乳中の母親、そして幼児にとっての健康上のリスク事項。 

## 解説
魚介類は体内に水銀を濃縮する、その多くはメチル水銀という有毒な有機水銀化合物の形で存在する。 この元素は人体に蓄積するため、魚介類の水銀が人体に持ち込まれると、水銀中毒を引き起こす可能性がある。 水銀は、特に中枢神経系に損傷を与える神経毒性があるため、有毒な金属で、自然生態系と人間にとって危険がある 。 
魚の養殖における生態系では、水銀は小さなプランクトンを食べる魚を介しての食物連鎖を通じて、また水中の堆積物などの非食物源を通じて上昇していく。 
魚製品には、さまざまな量の重金属、特に水銀や水質汚染による脂溶性汚染物質が含まれている。 マカジキ、鮪、鮫、メカジキ、アマダイなど、寿命が長く食物連鎖の上位に位置する魚種には、他の魚種よりも高濃度の水銀が含まれているが、 鯨類（クジラとイルカ）も水銀を体内に蓄積するため、日本人、アイスランド人、ノルウェー人、フェロー諸島人など、鯨肉を食べる人々も水銀中毒の危険がある。

## 追加情報源
- Kidd K and Batchelar K (2011) "Mercury" In: Wood CM, Farrell AP and Brauner CJ, Fish Physiology: Homeostasis and Toxicology of Non-Essential Metals, pp. 238–297. Academic Press. ISBN 9780123786340.
- Lubick, N. (2009). “Ocean mercury on the increase”. Nature. doi:10.1038/news.2009.218.
- Rasmussen, RS; Nettleton, J; Morrissey, MT (2005). “A Review of Mercury in Seafood: special focus on tuna”. Journal of Aquatic Food Product Technology 14 (4):  71–100. doi:10.1300/J030v14n04_06.  オリジナルの2016-04-15時点におけるアーカイブ。 2012年1月9日閲覧。.